# ジントレ・ムプファ
ジントレ・ムプファ（Zintle Mpupha、1993年12月25日 - ）は、南アフリカ共和国の女子ラグビー選手、クリケット選手。

## プロフィール
- 南アフリカ・ウェシ出身[1]。
- ポジションはスタンドオフ(SO)。
- 身長 161cm、体重 69kg
- 女子南アフリカ共和国代表に選ばれたことがある。

## 略歴
2024年、パリ五輪の7人制女子南アフリカ共和国代表に選ばれて共同主将を務めた。